# Verschneite Hütte

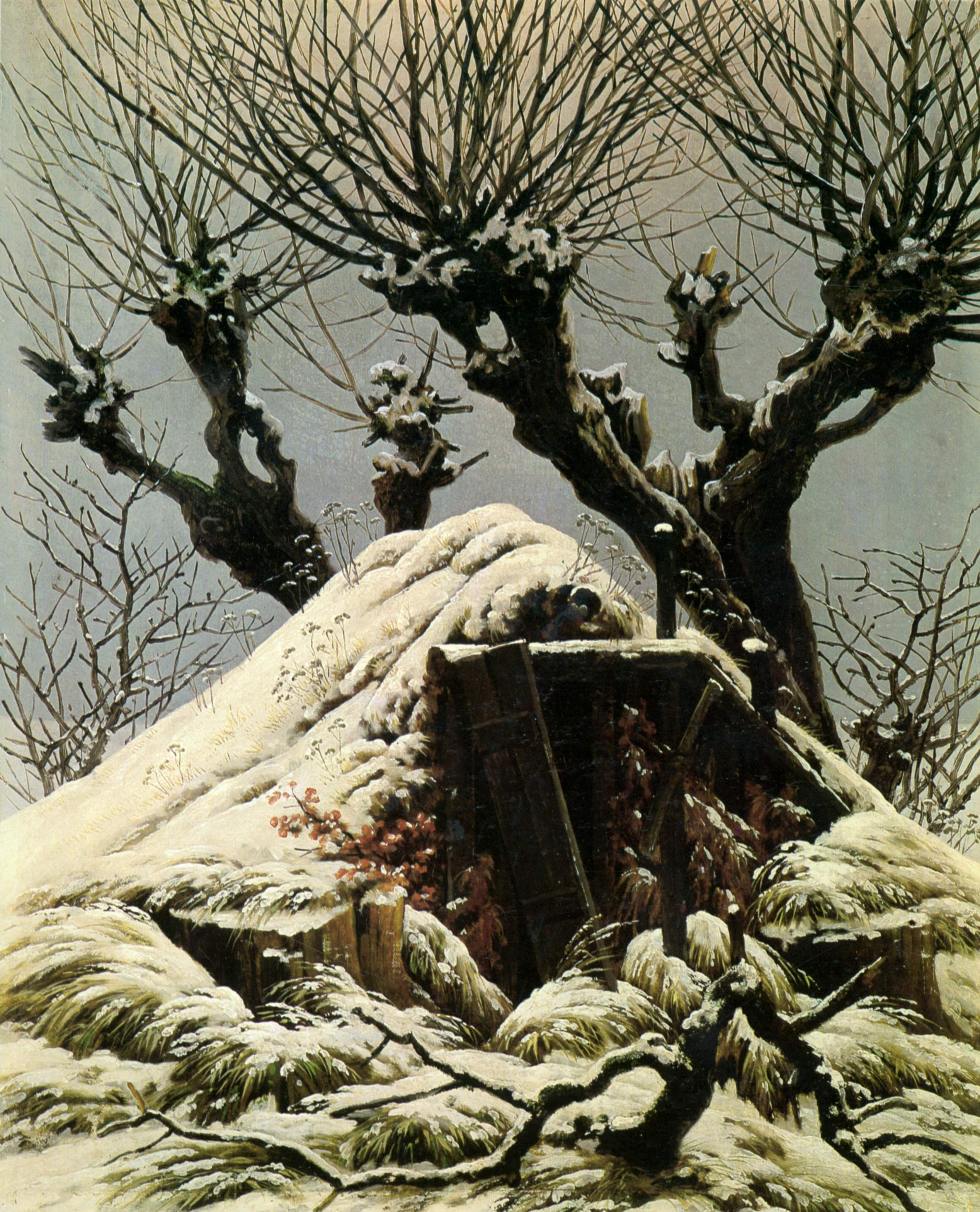
Caspar David Friedrich: Verschneite Hütte, 1827, Öl auf Leinwand

Verschneite Hütte ist der Titel eines kleinen Gemäldes von Caspar David Friedrich aus dem Jahr 1827, der Zeit der Romantik in der Bildenden Kunst. 1960 kam es zur Berliner Nationalgalerie und wird heute im restaurierten Gebäude der Alten Nationalgalerie auf der Berliner Museumsinsel gezeigt.

## Bildinhalt, Deutung und Rezension
Das im Format 31 × 25 cm in der Technik Öl auf Leinwand gemalte Bild zeigt eine schneebedeckte Schutzhütte vor Korbweiden und Gestrüpp. Die Tür ist aus den Angeln gehoben, der Unterstand macht einen verlassenen Eindruck. Mit ihrer symmetrischen dreieckigen Form im Zentrum des Bildes und ihrer Integration in die Umgebung wirkt sie wie eine Art Erhebung oder Erdhügel mit einem dunklen, nicht versperrten Eingang. 
Diese verlassene und keine dem Hirten mehr Geborgenheit bietende Hütte ist in diesem Bild kein idyllisches Versatzstück, sondern das Hauptmotiv. Sie ist der Umgebung optisch angeglichen und kann so in ihrer Vergänglichkeit als Bestandteil der Natur angesehen werden, aus deren Material sie auch erbaut wurde. Mit der Reduktion auf wenige Farben und Formwerte schuf Friedrich mit dem Bild ein Gleichnis auf Vergänglichkeit, Einsamkeit und Tod. Das von Menschenhand errichtete Werk steht für das Unbelebte im Gegensatz zu den Weiden im Hintergrund, die im Frühling wieder grünen werden.
Caspar David malte in der Zeit mehrere kleinformatige Winterlandschaften, in denen eigentlich unbedeutende Motive im Vordergrund stehen, um ihre Symbolkraft hervorzuheben. Eine ähnliche Hütte ist auch auf seinem Bild Ruinen in der Abenddämmerung aus dem Jahr 1831 zu sehen. In der Leipziger Literaturzeitschrift Blätter für literarische Unterhaltung stand anlässlich der Dresdner Ausstellung von 1827: Seine beiden kleinen Stücke, die „verfallene Hütte“ unter dem Schnee und das „dunkle Gewölbe“, sind in demselben Geist gedichtet und gemahnen an ähnlich kurze Episoden in Ossians Gesängen.

## Provenienz und Ausstellung
Zuerst gezeigt wurde die verschneite Hütte in der Dresdner Akademieausstellung 1827. Dort kaufte Prinz Johann von Sachsen das Bild. 1924 kam es zur Dresdner Kunsthandlung Rusch, 1928 erwarb es Hugo Salm, seit 1933 war es in Südamerika, dann im Berliner Kunsthandel, schließlich in Privatbesitz. 1960 wurde es aus Mitteln der Deutschen Klassenlotterie Berlin für die Nationalgalerie erworben. Seitdem trägt es die Inventarnummer: NG 9/60.
Von 1986 bis 2001 war das Bild im Knobelsdorff-Flügel im Berliner Schloss Charlottenburg in der damaligen Galerie der Romantik gezeigt worden, seit Abschluss der Sanierung der Alten Nationalgalerie im Jahr 2001 wird es im dortigen Friedrichsaal ausgestellt.